# Laurie Cluitmans
Laurie Cluitmans (Venlo, 1984) is een Nederlandse kunsthistoricus.
Laurie Cluitmans behaalde haar BA en MA in de kunstgeschiedenis van de Universiteit van Amsterdam.
Cluitmans werkte van 2006 tot 2016 galeriedirecteur bij Galerie Fons Welters in Amsterdam. Ze cureerde onder andere de volgende tentoonstellingen: He Disappeared Into Complete Silence: Rereading a Single Artwork by Louise Bourgeois (2011) in De Hallen Haarlem, in samenwerking met Arnisa Zeqo; 'Tribute to an Avenue' (2013–2014), een tentoonstelling van videokunst in de openbare ruimte in opdracht van Sculpture International Rotterdam; 'Where the Sidewalk Ends' (2015), een groepstentoonstelling met opkomende kunstenaars in de openbare ruimte, in samenwerking met Rieke Vos; de solotentoonstelling '#+21.00' (2016) van Saskia Noor van Imhoff in De Appel kunstcentrum, Amsterdam.
In 2016 ontving zij de Prijs voor Jonge Kunstcritici 2016 voor haar essay 'De mogelijkheid van een tuin', dat zich richt op de tuinen van Derek Jarman en Ian Hamilton Finlay. Dit essay leidde tot een uitgebreider onderzoek naar de tuin als metafoor in tijden van klimaatverandering, resulterend in de tentoonstelling 'De Botanische Revolutie' in het Centraal Museum en de publicatie 'On the Necessity of Gardening: An ABC on art, botany and cultivation', uitgegeven door Valiz en vormgegeven door Bart de Baets
Sinds 2018 werkt ze als Conservator Hedendaagse Kunst bij het Centraal Museum in Utrecht
- Bibsys: 1653056312386
- Bibliothèque nationale de France: cb17851472r (data)
- Catàleg d'autoritats de noms i títols de Catalunya: 981060719373306706
- Gemeinsame Normdatei: 1073951391
- International Standard Name Identifier: 0000 0000 7127 0930
- Library of Congress Control Number: no2009147928
- Nederlandse Thesaurus van Auteursnamen: 314587306
- Système universitaire de documentation: 140844384
- Virtual International Authority File: 100800404